# Pekka Malinen
Pekka Kullervo Malinen, född 11 juni 1921 i Viborg, död 21 september 2004, var en finländsk politiker (Finska folkpartiet) och diplomat. 
Malinen, som var son till jordbrukaren Esko Malinen och Hilda Vilhelmina Junttu, blev student 1940 och politices kandidat 1948. Han var ombudsman vid Uleåborgs handelskammare och Uleåborgs arbetsgivarförening 1949–1950 samt redaktionschef och andre redaktör vid Kaleva 1951–1952. Han var andre socialminister, försvarsminister och andre finansminister i V.J. Sukselainens regering 1957, partisekreterare vid Finska folkpartiet 1952–1960, konsul i Gdynia 1960–1961, e.o. handelssekreterare vid beskickningen i Libanon 1961–1964 och byråchef vid utrikesministeriets handelspolitiska avdelning från 1965. Han var föreståndare vid medborgarinstitutet i Uleåborg 1949–1950.